# Ivan Rastegorac
Ivan Rastegorac (Priština, 15. jul 1940 — Beograd, 12. decembar 2010) bio je srpski pesnik i filmski kritičar.
Poreklom iz Trebinja. Kao mlad, često se selio, tako da je živeo i u Jagodini, da bi, početkom studija, došao u Beograd. Diplomirao je na Filološkom fakultetu Univerziteta u Beogradu, na grupi za jugoslovensku književnost sa opštom književnošću.
Bio je član Udruženja književnika Srbije od 1966. godine. Od 1978. do 1990. aktivno je učestvovao u umetničkom pokretu Klokotristi. Od 1996. uređivao je magazin Književne novine.

## Dela
- Pesme (1965)
- Drvo koje teče (1971)
- Uveličavajuće staklo (1979)
- Svetlosni oklop (1982)
- Licem prema istoku (koautor, 1989)
- Ludo govedo (1993)
- Azbučna molitva (1995)
- Nedelo (2000)
- Glava (izbor pesama i prozaida, 2009)
- Čulo filma (filmska kritika)

## Nagrade
- Nagrada Vasko Popa[4][5]

## Spoljašnje veze
- Biografija Ivana Rastegorca, odeljak o autoru iz knjige „Nedelo"
- „Čulo filma”, Beograd 2010, biografija- odeljak- O autoru,